# Christian Boltanski
Christian Boltanski (6. září 1944, Paříž – 14. července 2021) byl francouzský výtvarný umělec. Jeho dílo zahrnující malby, fotografie, filmové sekvence, sochy i instalace, bývá řazeno ke konceptuálnímu umění. Roku 2007 obdržel ocenění Praemium Imperiale za sochařství.

## Životopis
Jeho otec byl ukrajinský Žid, matka Korsičanka. Již ve dvanácti začal instalovat po Paříži své skulptury, často poblíž míst, kde došlo ke zločinům a historickým křivdám. První výstavu měl roku 1968 (La vie impossible). Rok poté vydal první knihu (Recherche et présensation de tout ce qui reste de mon enfance). Častými tématy jeho prací jsou holocaust, smrt, kolektivní a individuální paměť, ale i nejistá hranice mezi fikcí a realitou. Do svých děl rád využívá soukromé fotografie (takřka výhradně z nich se skládala výstava Album des Photos de la famille D. z roku 1971), novinové výstřižky, ale třeba i obnošené oděvy, často prezentované v obřích haldách.
Do svého bytu si pořídil čtyři kamery, které ho permanentně zabíraly a měly zachytit i jeho smrt. Záznam z těchto kamer byl uchováván tasmánským sběratelem umění a mělo jít o poslední umělecké Boltanského dílo. Za možnost ho získat tasmánský sběratel platil Boltanskému doživotní rentu.
Stálé sbírky jeho děl jsou v Muzeu moderního umění v New Yorku, v Tate Gallery v Londýně či v Centre Georges Pompidou v Paříži.
Jeho žena Annette Messagerová je rovněž výtvarnou umělkyní a na některých výtvarných projektech spolupracovali. Jeho bratr Luc Boltanski je významným francouzským sociologem, jeho synovec Christophe Boltanski spisovatelem. Žil ve městečku Malakoff, jež se nachází na hranicích Paříže.

## Galerie

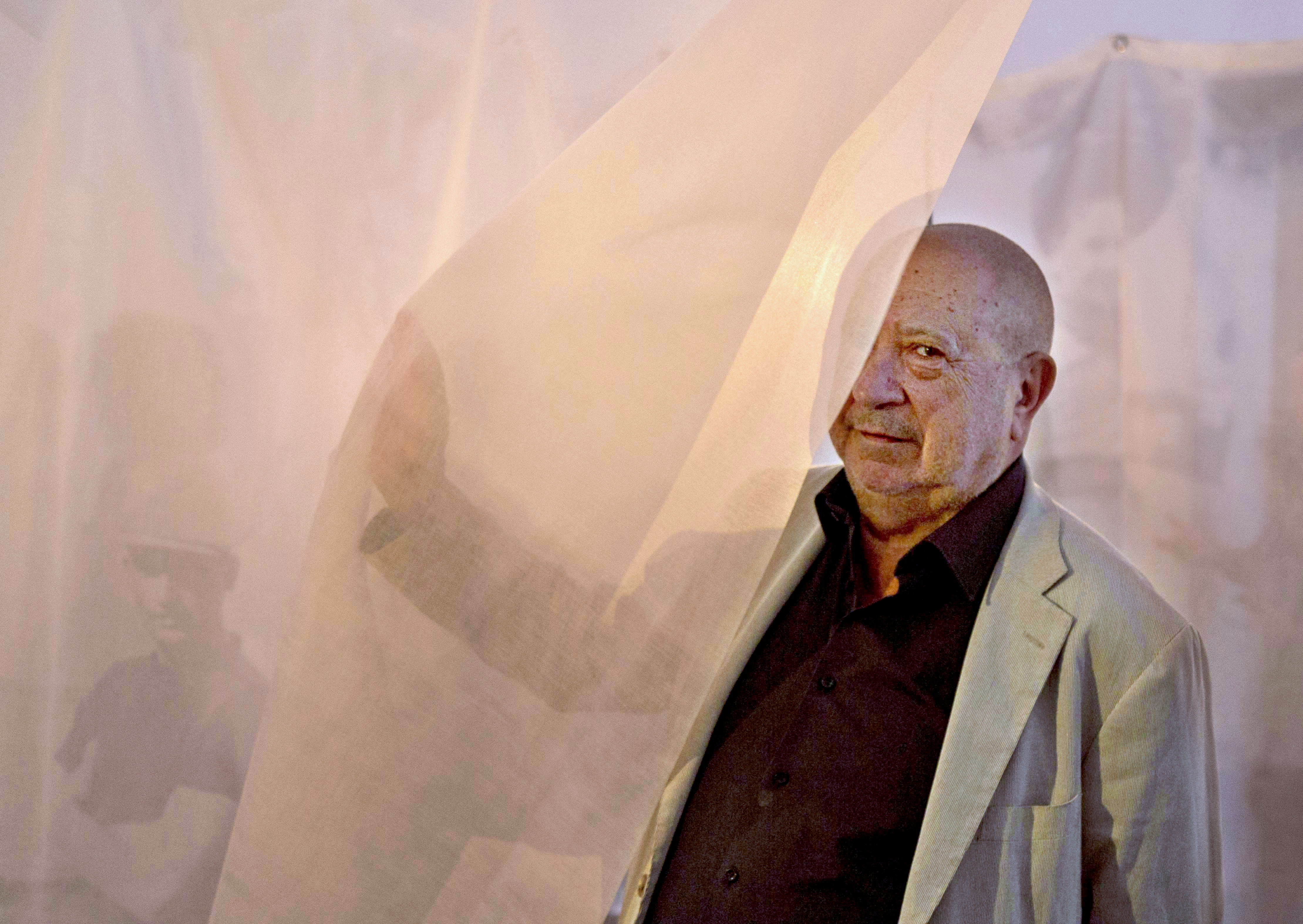
Christian Boltanski - IVAM
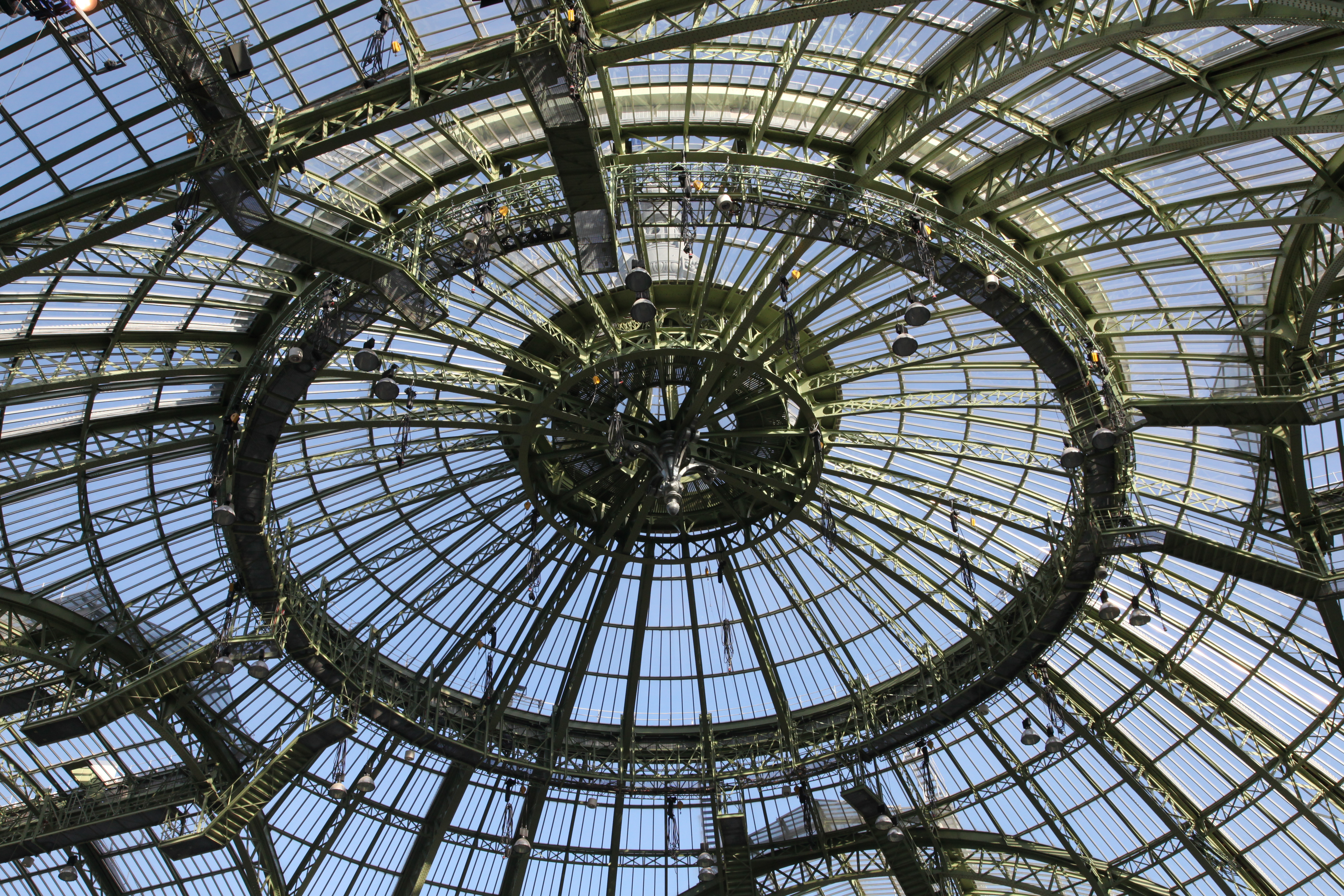
Christian Boltanski - Monumenta 2010
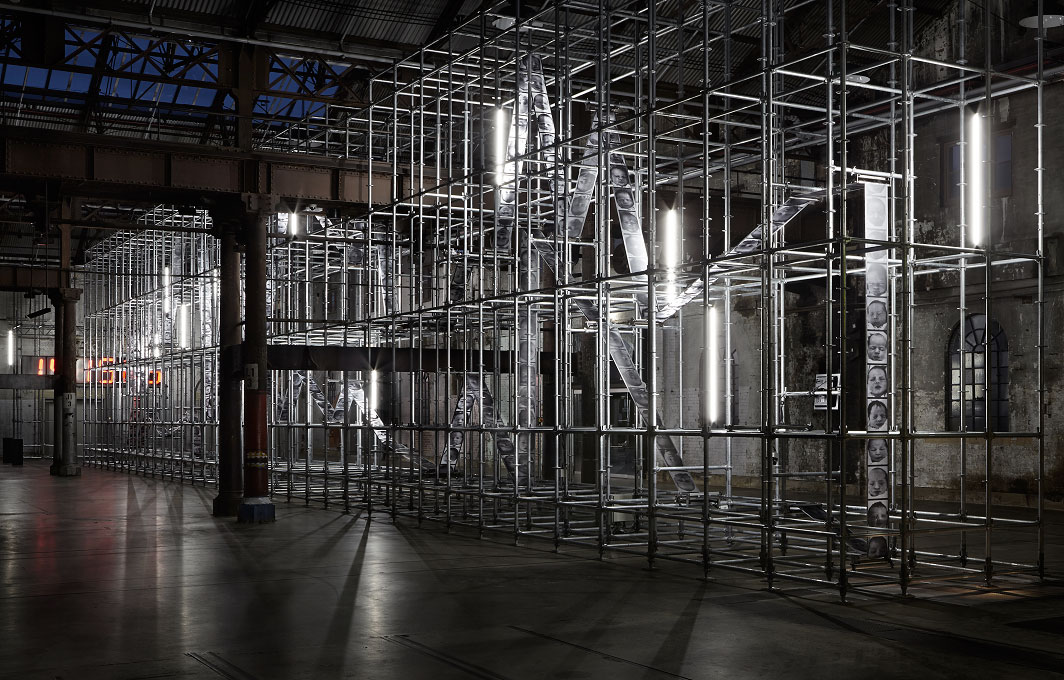
Christian Boltanski Chance, 2014, Carriageworks
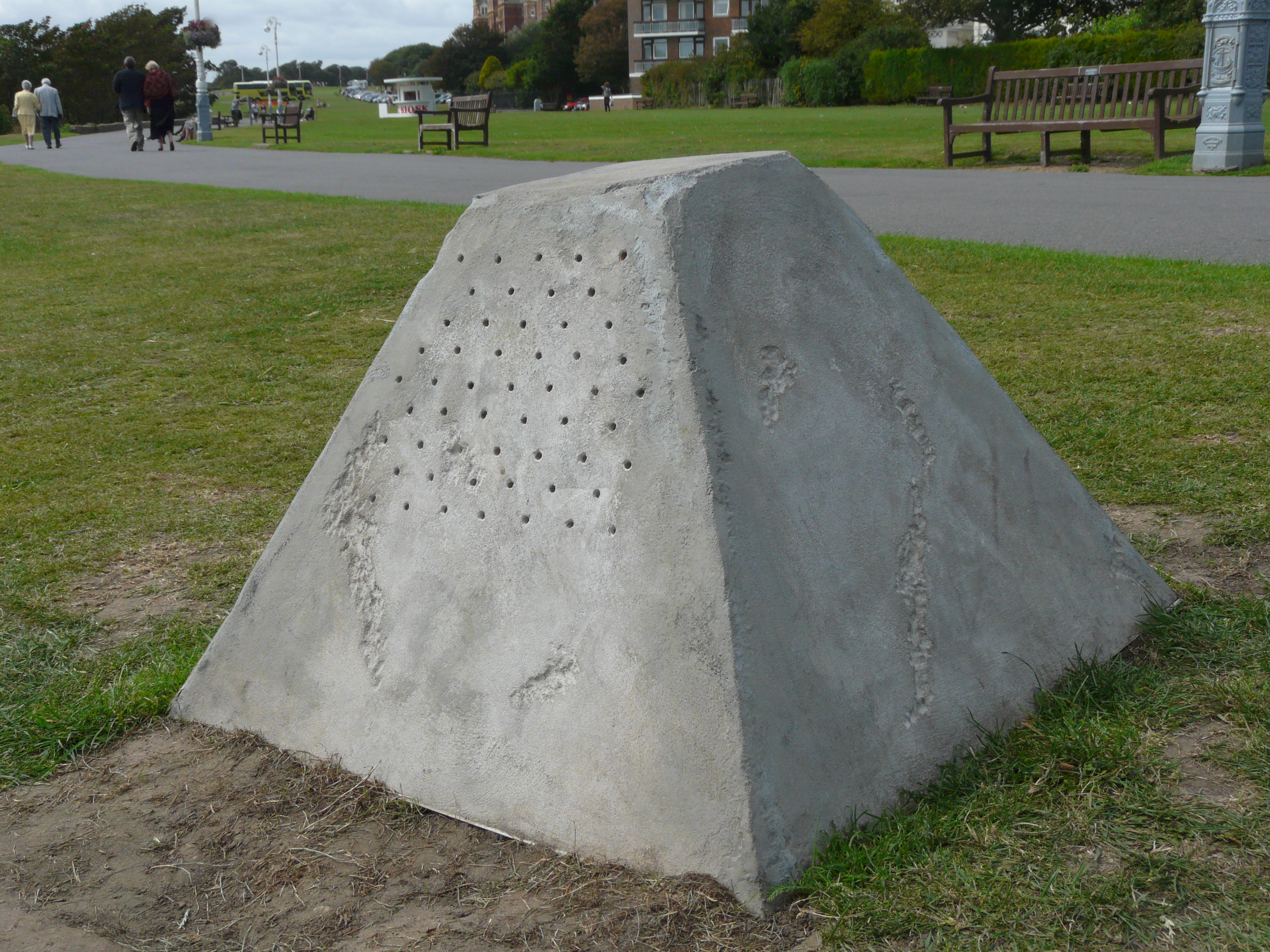
Christian Boltanski sculpture in Folkestone
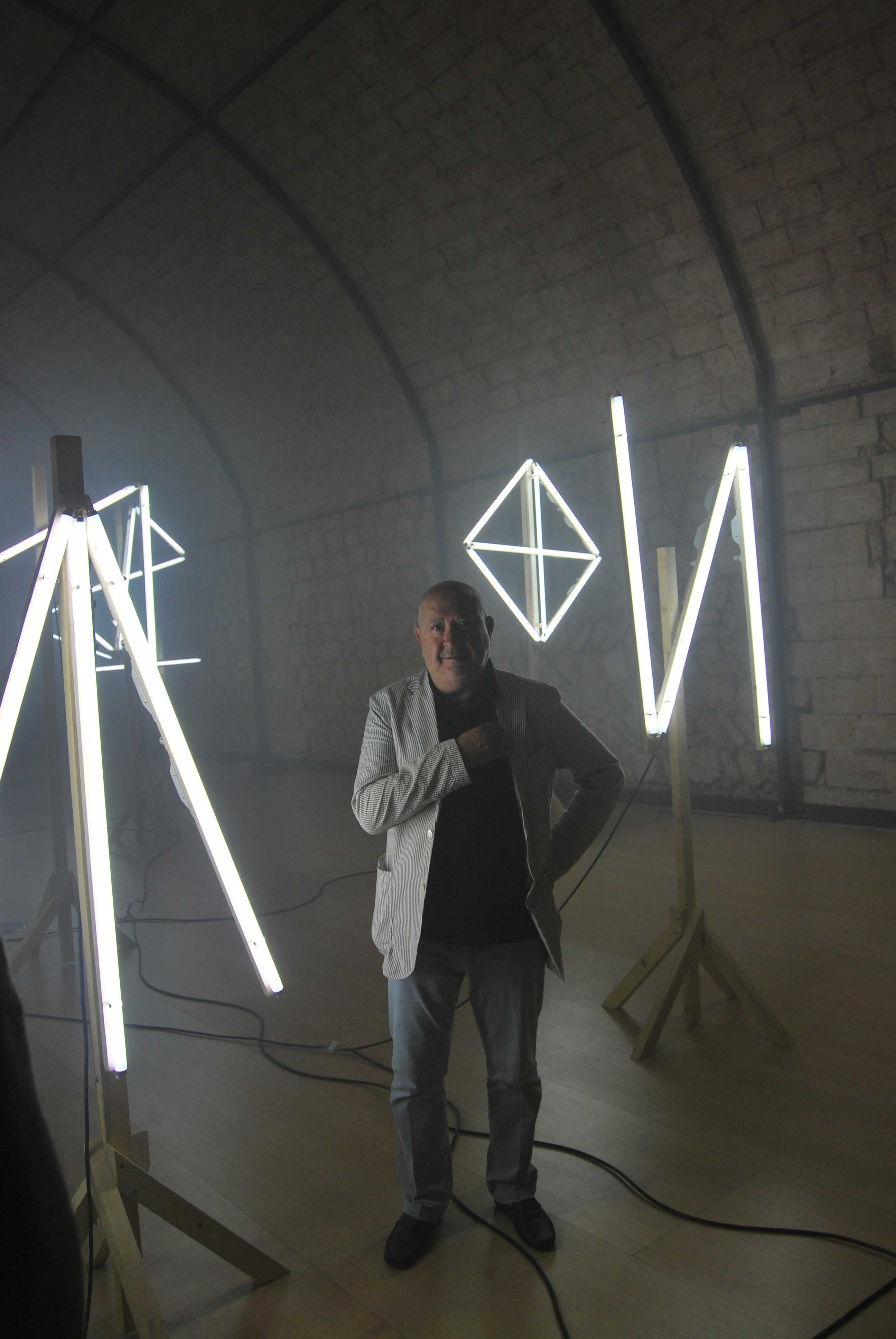
Christian Boltanski: Signatures
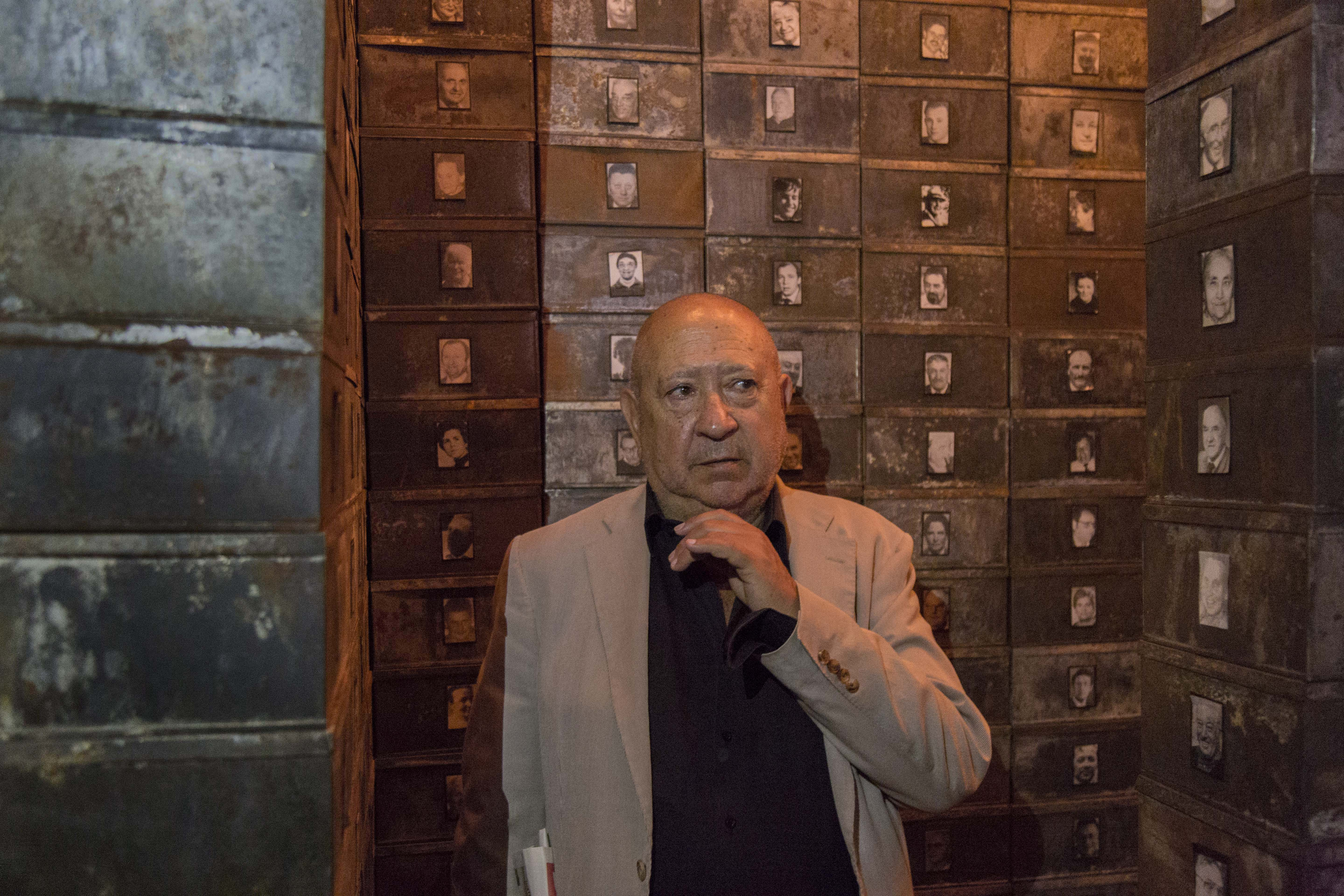
Christian Boltanski
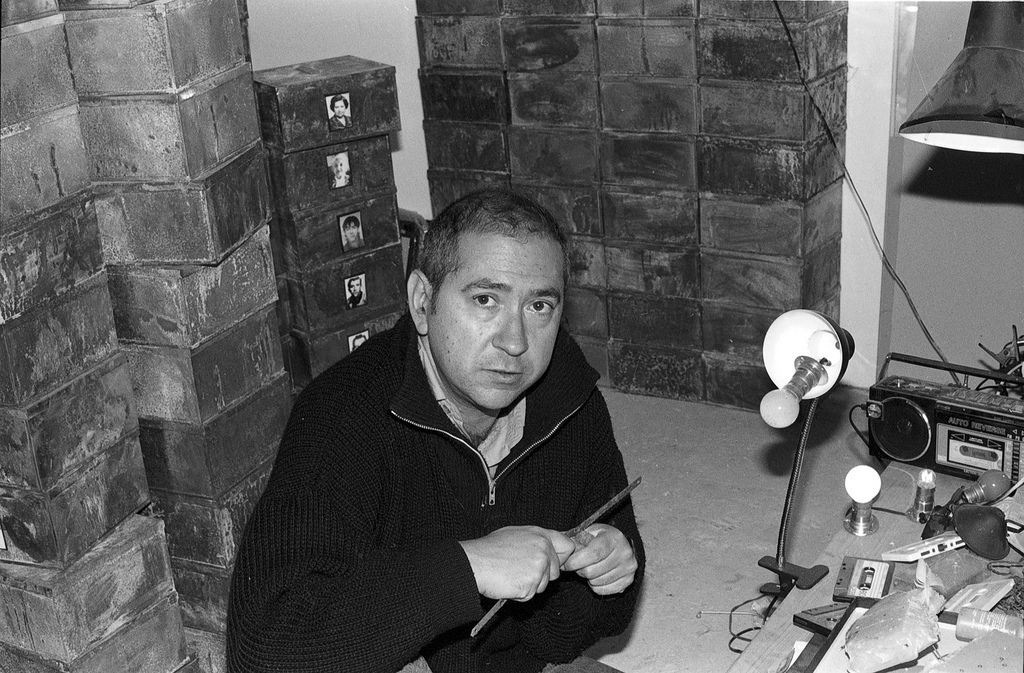
Christian-Boltanski